# Notodden
Notodden je norské město v kraji Telemark. Je součástí tradičního kraje Øst-Telemark. Notodden má přibližně 13 tisíc obyvatel a celkovou rozlohu 914 km². Město bylo založeno v místech, kde se do jezera Heddalsvatnet vlévá řeka Tinne. Od roku 2015 je společně s městem Rjukan a údolím mezi těmito městy zapsán na seznamu světového kulturního dědictví UNESCO.
Notodden se oddělil od obce Heddal v roce 1913 a stal se samostatným městem s magistrátem. 1. ledna 1964 byl naopak Heddal spolu s další venkovskou obcí Gransherad sloučeny s Notodden a vytvořily tak rozšířenou obec s názvem Notodden. Šest kilometrů severozápadně od centra města lze právě v bývalé obci Heddal nalézt největší norský dřevěný kostel, jehož výstavba se datuje do první poloviny 13. století.
Notoddenské letiště Tuven se nachází západně od centra. Jedná se o průmyslové město. Byla zde také založena společnost Norsk Hydro, jež nechala ve městě vystavět v roce 1912 vodní elektrárnu, která byla později prohlášena za norskou technickou památku. Dále tu byly roku 1894 založeny železárny Tinnfoss a společnost Norsk Extruding. Na území města byly také prvně na norském území zpracovávány plasty. Notodden prochází evropská silnice E134.
Notodden je známý pro každoroční Notodden Blues Festival, který je považován za jeden z nejlepších bluesových festivalů v Evropě, a také pro slavný metalový festival s názvem Motstøy Festivalen.

## Fotogalerie

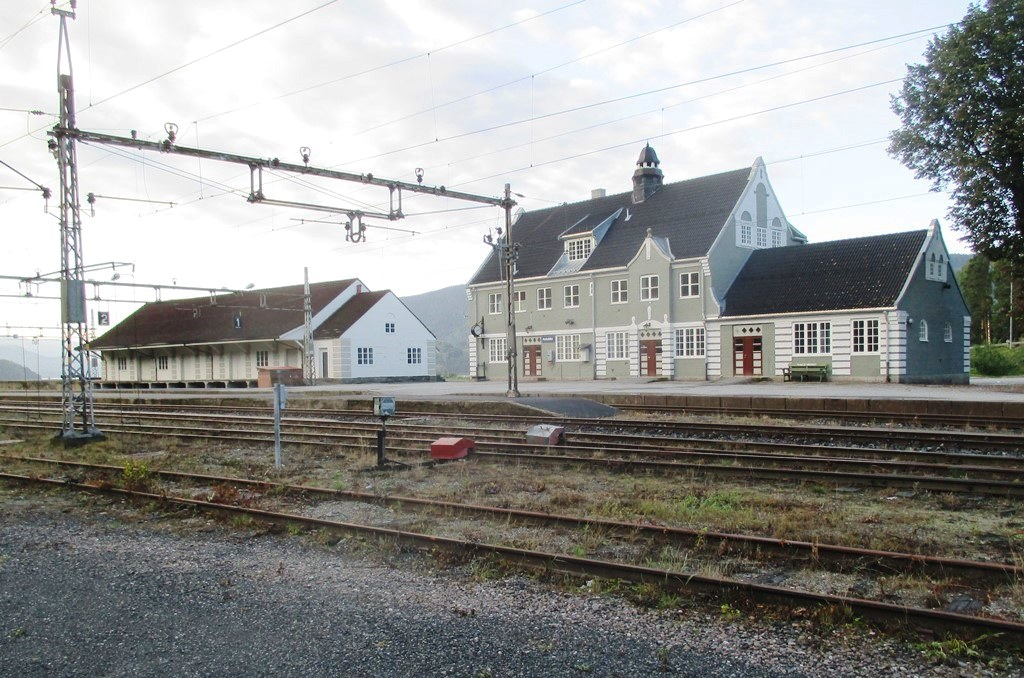
Železniční zastávka (2014)
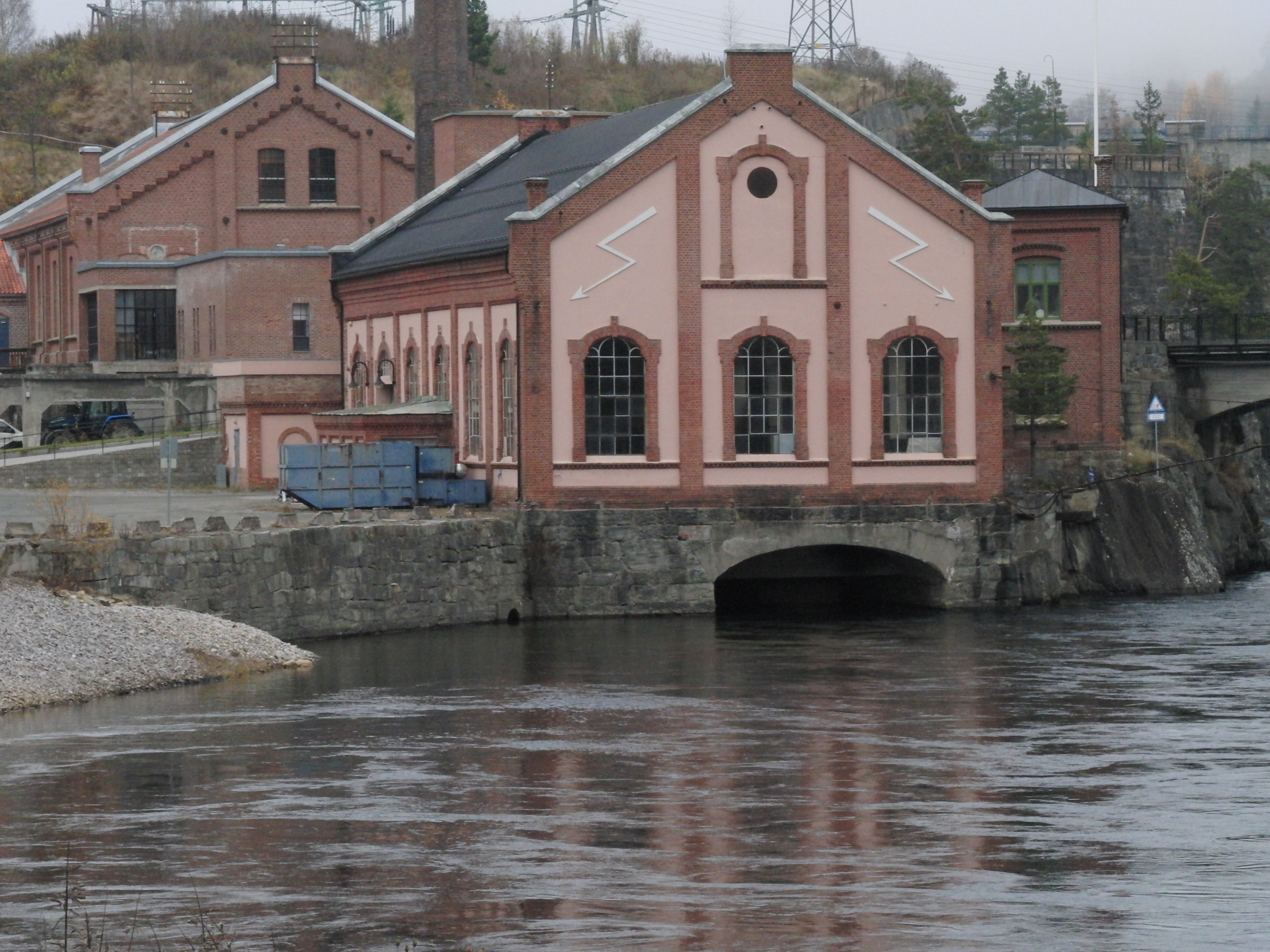
Hydroelektrárna poblíž města
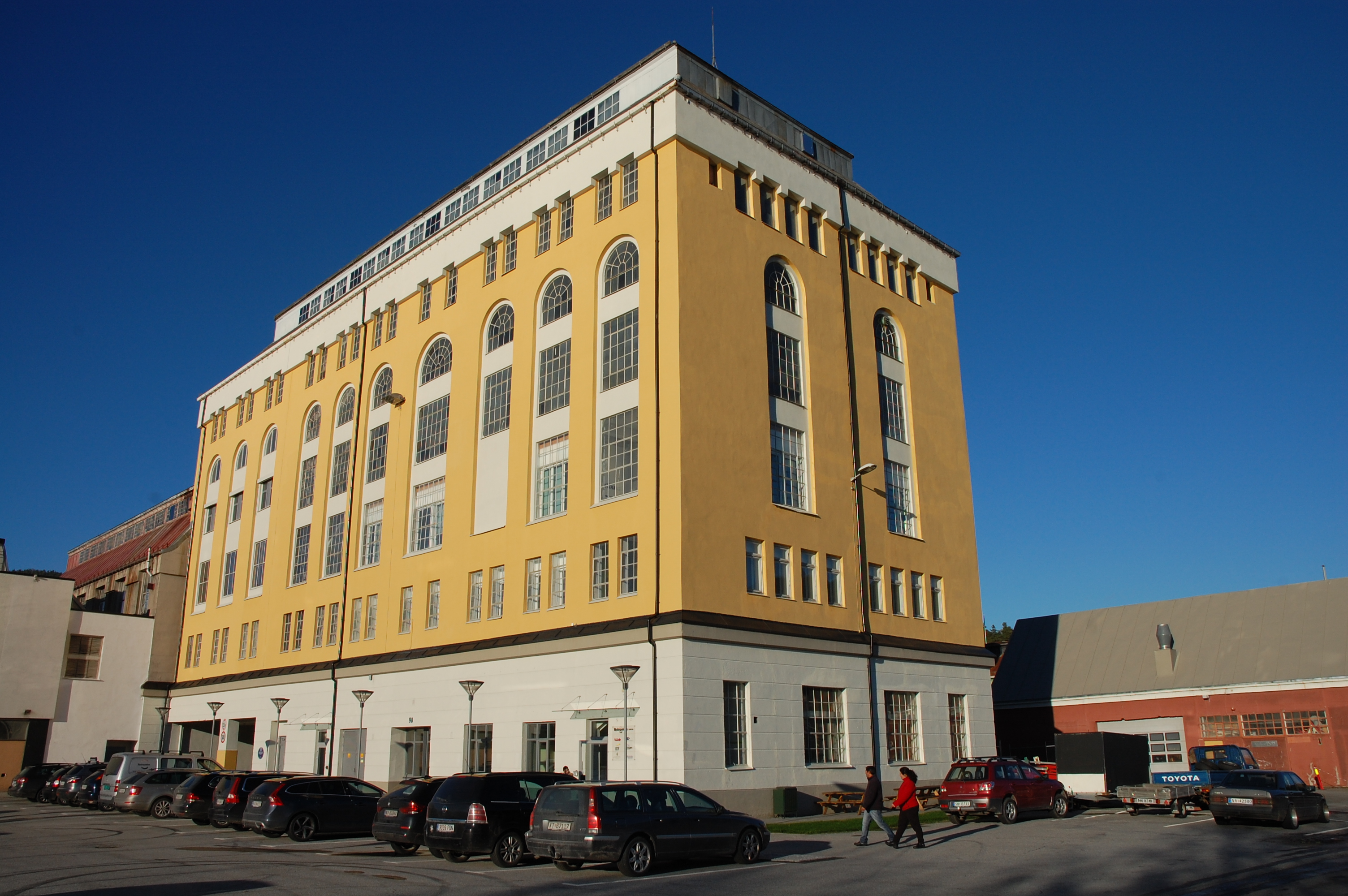
Továrna na amoniak (2014)
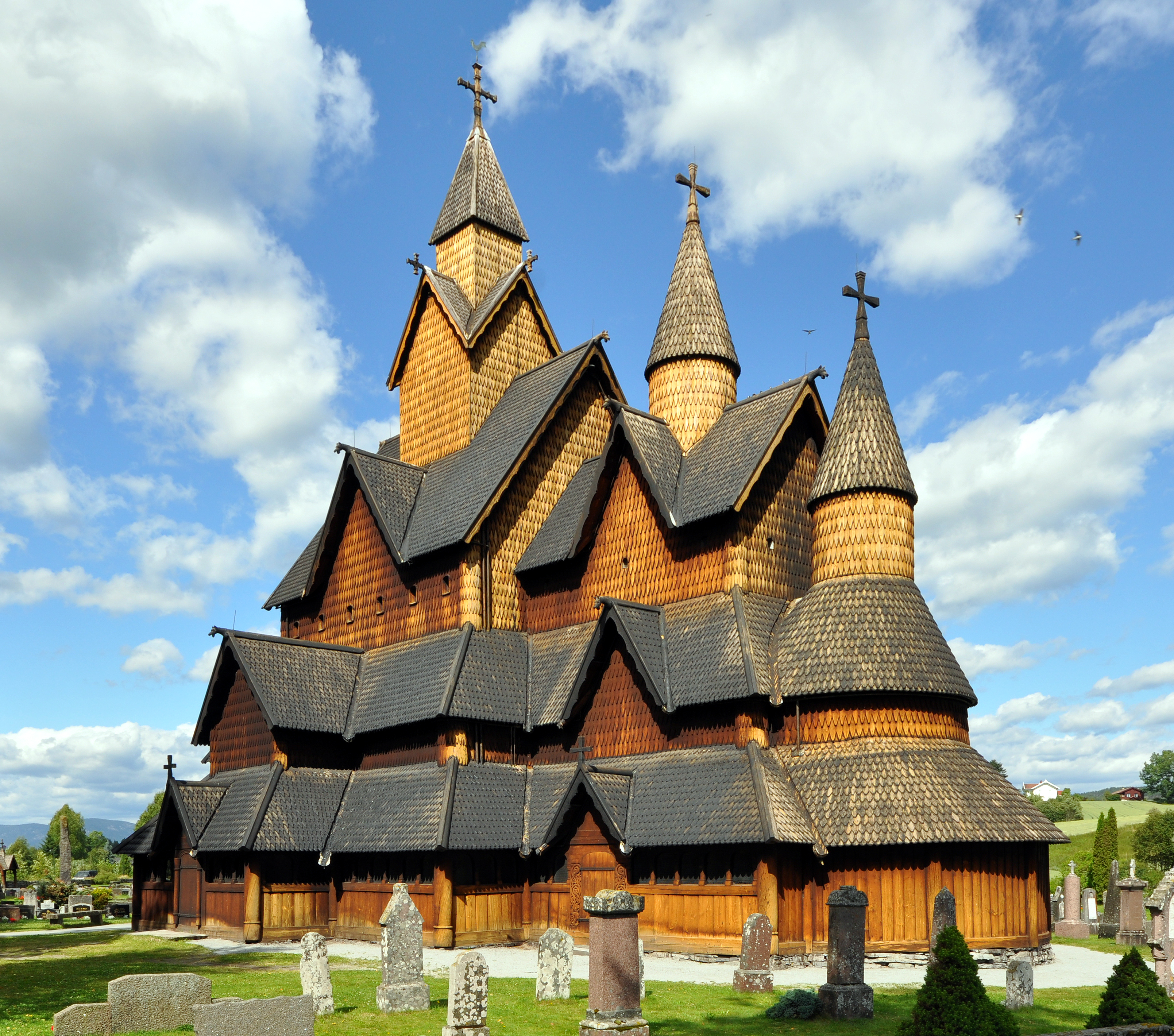
Heddalský dřevěný kostel
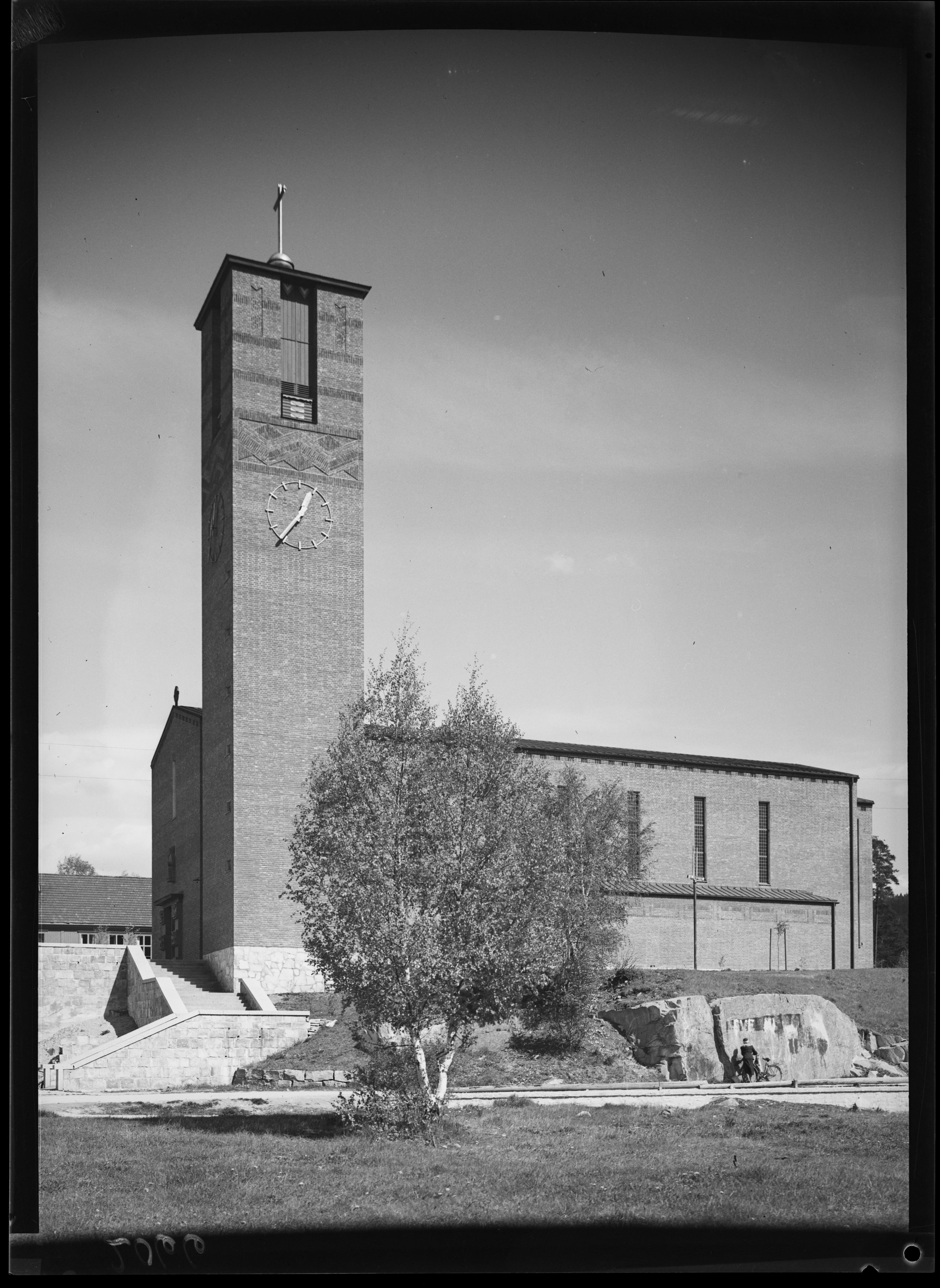
Notodden kirke (vyst. 1838)